# Black Out (programma radiofonico)
Black Out è una trasmissione radiofonica in onda sulle frequenze di Radio 2. È uno dei programmi più longevi nel palinsesto di Radio 2: va in onda infatti dal 10 novembre 1979, prima su Radio 1 e dal 19 marzo 1994 su Radio 2. Per anni è stato collocato il sabato a metà mattinata, attualmente viene trasmesso il sabato e la domenica dalle 7:45 alle 9:00. Il programma si compone da due o tre parti e, fino a quando la salute glielo consentisse, si apriva con un monologo di Enrico Vaime che commentava i fatti della settimana, proseguendo con sketch e monologhi comici dei protagonisti della trasmissione: Neri Marcorè (fino al 2017), Edoardo Ferrario (dal 2017), Federica Cifola, Nuzzo e Di Biase. Il programma è a cura di Lucia Mosca, con la collaborazione di Cecilia De Robertis e con la regia di Fabrizio Trionfera. È disponibile in formato podcast sul sito di Radio 2.

## Le origini
Benché Enrico Vaime abbia fatto risalire l'origine della trasmissione al 1978, la prima puntata andò in onda il 10 novembre 1979 su Radio 1 alle 11.30. Gli autori erano Luciano Salce, Italo Terzoli, Enrico Vaime, Franco Belardini e Guido Sacerdote. Dopo qualche settimana il programma fu anticipato alle 10, collocazione oraria mantenuta per anni. Salce spiegò così la scelta del titolo:
(Luciano Salce)
Tra le rubriche fisse, il Disco Obolo, "elemosina per i cantanti di non grande successo", variazione della Schiff Parade, proposta da Salce in un altro programma radiofonico, I Malalingua, in onda tra il 1972 e il 1974.

## Dagli anni '80 al 2000
La "squadra" di autori si ridusse progressivamente ai soli Vaime, Salce e Sacerdote. Salce firmò il programma fino al 1985, Sacerdote fino a pochi mesi prima della sua scomparsa avvenuta nel 1988. Nel 1983 Vaime inserì come ospiti fissi il giovanissimo imitatore Fabio Fazio e il cabarettista Pierfrancesco Poggi. Con l'ingresso nel 1984 di Simona Marchini, futura protagonista di Quelli della notte, si costituì un gruppo rimasto inalterato per più di vent'anni. Fazio in radio rimase fedele alle imitazioni, abbandonate piuttosto presto nella sua carriera televisiva. Poggi, coautore (con Vaime) della sigla finale Addio Milano, propose per anni il personaggio del parrucchiere di Merate Alti Galeazzi ("Le cose veramente disoneste no!"), mentre Simona Marchini continuò, fino al 2009, a dare voce alla "signora mia", lanciata in tv con Arbore, e alle sue vicende con il marito Robi e i "pupi".